# Wyszczerek lśniący
Wyszczerek lśniący (Notiophilus palustris) – gatunek chrząszcza z rodziny biegaczowatych i podrodziny leszowych. Zamieszkuje Europę, zachodnią i północną Azję oraz wschodnią Kanadę. Bytuje głównie w ściółce.

## Taksonomia
Gatunek ten opisany został po raz pierwszy w 1812 roku przez Caspara Erasmusa Duftschmida pod nazwą Elaphrus palustris.

## Morfologia
Chrząszcz o ciele długości od 4 do 6 mm. Wierzch ciała jest czarniawomiedzisty, silnie połyskujący, o jednobarwnie czarnych, czarnomiedzistych lub niebieskoczarnych, pozbawionych jaśniejszych plam wierzchołkowych pokrywach.
Głowa cechuje się rozbieżnymi bruzdami na czole. Oczy są bardzo duże i wyłupiaste, wskutek czego szerokość głowy jest większa niż przedplecza. Czułki są czarne z trzema początkowymi członami żółtoczerwonymi w częściach nasadowych lub na większości długości. Głaszczki są czarne z czerwonobrązowymi nasadami.
Przedplecze jest szersze niż u N. aestuans i N. aquaticus. Jego krawędzie boczne są głęboko wykrojone przed tylnymi kątami. Rzędów  pokryw jest po dziewięć; są one grubo i nieregularnie punktowane, zwykle zanikające w wierzchołkowej ćwiartce z siódmym rzędem bardzo delikatnym już w połowie, rzadko dochodzące do wierzchołkowych 4/5 czy do ich szczytu. Rządek przytarczkowy pokryw może być pojedynczy lub podwojony. Boczne krawędzie pokryw często są nieco zafalowane za barkami. Międzyrzędy są błyszczące, gładkie nawet w pięćdziesięciokrotnym powiększeniu, o szagrynowaniu (ziarenkowatej mikrorzeźbie) dostrzegalnym tylko przy samym szczycie pokryw. Drugi międzyrząd jest dwukrotnie szerszy niż trzeci. Zwykle w międzyrzędzie czwartym leży tylko jeden punkt szczecinkowy (chetopor dorsalny), rzadko są one dwa lub nie ma ich wcale. Wierzchołkowe punkty szczecinkowe (chetopory apikalne) na każdej pokrywie są zwykle dwa, ale może być tylko jeden lub aż trzy. Występują zarówno osobniki o skrzydłach tylnych w pełni wykształconych (formy długoskrzydłe), jak i osobniki nielotne o skrzydłach skróconych (formy krótkoskrzydłe), jednak zdecydowanie dominują te ostatnie. Odnóża są czarne z goleniami żółtobrązowymi do czerwonobrązowych, rzadziej smolistymi lub czarnymi.

## Ekologia i występowanie
Owad rozmieszczony od nizin po góry, dochodzący do piętra alpejskiego i rzędnych 1981 m n.p.m. Zamieszkuje stanowiska od otwartych po cieniste i od umiarkowanie suchych po wilgotne. Spotykany jest w lasach (zwłaszcza wilgotniejszych, w tym suchszych częściach olsów), zadrzewieniach, zaroślach, na łąkach, polach uprawnych, w parkach, ogrodach i miejskich zieleńcach. Preferuje gleby próchnicze. Bytuje najczęściej wśród ściółki, opadłego listowia i mchów, ale wiosną chętnie wygrzewa się na murach. Aktywne osobniki dorosłe obserwuje się od marca do listopada i są stadium zimującym. Polują na drobne bezkręgowce, głównie na skoczogonki i roztocze.
Gatunek pierwotnie palearktyczny o europejsko-syberyjskim typie rozsiedlenia. W Europie znany jest z Hiszpanii, Irlandii, Wielkiej Brytanii, Francji, Belgii, Holandii, Niemiec, Szwajcarii, Liechtensteinu, Austrii, Włoch, Danii, Szwecji, Norwegii, Finlandii, Estonii, Łotwy, Litwy, Polski, Czech, Słowacji, Węgier, Białorusi, Ukrainy, Mołdawii, Bułgarii, Słowenii, Chorwacji, Bośni i Hercegowiny, Serbii, Czarnogóry, Albanii, Macedonii Północnej, Grecji oraz europejskiej części Rosji. W Azji podawany jest z syberyjskiej części Rosji, Azerbejdżanu i Kazachstanu. Poza tym zawleczony został do nearktycznej Ameryki, gdzie stwierdzono go w Kandzie – w Nowej Szkocji i na Wyspie Księcia Edwarda.